# Liste von Persönlichkeiten der Stadt Gotha
Die Liste der Persönlichkeiten der Stadt Gotha umfasst bedeutende Persönlichkeiten der Stadt Gotha, die hier ihren Geburts-, Wirkungs- oder Sterbeort hatten.

## In Gotha geborene Persönlichkeiten
Die folgende Übersicht enthält eine Liste mit Persönlichkeiten, die in Gotha geboren wurden, unabhängig davon, ob sie auch in der Stadt lebten und wirkten.

### Aristokratie
| Bild | Name | *    | †    | Titel | Bemerkungen |
| ---- | --- | ---- | ---- | --- | --- |
|      | Friedrich II. von Meißen, genannt der Ernsthafte (1324–1349), auch Friedrich der Gebissene (1307–1324) und Friedrich der Strenge (1349–1381) | 1310 | 1349 | Landgraf von Thüringen, Markgraf von Meißen | Das Bild zeigt ihn im Fürstenzug, Dresden |
|      | Johann Casimir (auch Johann Kasimir) von Sachsen-Coburg                                                                                      | 1564 | 1633 | Herzog von Sachsen-Coburg | Das Bild ist aus 1597, Öl auf Holz, Schloss Callenberg, Coburg |
|      | Johann Ernst von Sachsen-Eisenach | 1566 | 1638 | Herzog von Sachsen-Coburg-Eisenach | |
|      | Friedrich I. von Sachsen-Gotha-Altenburg | 1646 | 1691 | Zweiter Herzog von Sachsen-Gotha-Altenburg | |
|      | Albrecht von Sachsen-Gotha-Altenburg | 1648 | 1699 | Herzog von Sachsen-Coburg | |
|      | Bernhard von Sachsen-Gotha-Altenburg | 1649 | 1706 | Als Bernhard I. erster Herzog von Sachsen-Meiningen | |
|      | Heinrich von Sachsen-Gotha-Altenburg | 1650 | 1710 | Einziger Herzog von Sachsen-Römhild | Das Bild zeigt den Herzog als Brustbild nach halbrechts im Harnisch mit Allongeperücke, Spitzenhalstuch und Schulterschärpe in Oval mit seiner Devise Si deus pro nobis, quis contra nos? (dt. „Wenn Gott für uns ist, wer kann dann gegen uns sein?“) und großem Wappen mit Fürstenhut, auf Konsole mit Umschmuck; Kupferstich von Peter Schenk d. Ä., heute im Kupferstichkabinett Dresden, Staatliche Kunstsammlungen Dresden, Dresden |
|      | Christian von Sachsen-Gotha-Altenburg | 1653 | 1707 | Einziger Herzog von Sachsen-Eisenberg | |
|      | Ernst von Sachsen-Gotha-Altenburg | 1655 | 1715 | Erster Herzog von Sachsen-Hildburghausen | |
|      | Johann Ernst von Sachsen-Gotha-Altenburg | 1658 | 1729 | Erster Herzog von Sachsen-Saalfeld | |
|      | Ernst Ludwig I. von Sachsen-Meiningen | 1672 | 1724 | Zweiter Herzog von Sachsen-Meiningen | |
|      | Friedrich II. von Sachsen-Gotha-Altenburg | 1676 | 1732 | Dritter Herzog von Sachsen-Gotha-Altenburg | |
|      | Johann Wilhelm von Sachsen-Gotha-Altenburg                                                                                                   | 1677 | 1707 | Kaiserlicher General | |
|      | Friedrich III. von Sachsen-Gotha-Altenburg                                                                                                   | 1699 | 1772 | Vierter Herzog von Sachsen-Gotha-Altenburg | Das Bild zeigt ein Gemälde von Christian Schilbach, 1720 |
|      | Wilhelm von Sachsen-Gotha-Altenburg | 1701 | 1771 | Kaiserlicher Generalfeldzeugmeister | |
|      | Johann August von Sachsen-Gotha-Altenburg | 1704 | 1767 | Reichsgeneralfeldmarschall | |
|      | Augusta von Sachsen-Gotha-Altenburg | 1719 | 1772 | Princess of Wales, Mutter König Georgs III. von Großbritannien | Das Bild zeigt Augusta auf einem Ölgemälde von Charles Philips, 1736 |
|      | Ernst II. von Sachsen-Gotha-Altenburg | 1745 | 1804 | Fünfter Herzog von Sachsen-Gotha-Altenburg | |
|      | August von Sachsen-Gotha-Altenburg | 1747 | 1806 | Bruder Ernsts II. | Das Gemälde ist von Ernst Christian Specht, 1795 |
|      | August von Sachsen-Gotha-Altenburg | 1772 | 1822 | Sechster Herzog von Sachsen-Gotha-Altenburg | |
|      | Friedrich IV. von Sachsen-Gotha-Altenburg | 1774 | 1825 | Siebter und letzter Herzog von Sachsen-Gotha-Altenburg | Das Bild zeigt ein Gemälde von Christian Gottlieb Schick des Friedrich IV. von Sachsen-Gotha in Rom, Öl auf Leinwand, 1806, Kunstsammlungen der Veste Coburg |
|      | Luise von Sachsen-Gotha-Altenburg | 1800 | 1831 | Herzogin von Sachsen-Coburg-Saalfeld und Mutter des britischen Prinzgemahls Albert. Das Bild zeigt ein Gemälde von William Corden: Luise von Sachsen-Gotha-Altenburg 1844, Schloss Greinburg | |

### Bildende Künste
| Bild | Name                              | *       | †         | Beruf/Tätigkeit                                         | Bemerkungen                           |
| ---- | --------------------------------- | ------- | --------- | ------------------------------------------------------- | ------------------------------------- |
|      | Friedrich Leopold Döll            | 1791    | 1856      | Bildhauer                                               | Sohn von Friedrich Wilhelm Eugen Döll |
|      | Nikolaus Gromann                  | um 1500 | 1566      | Hofbaumeister der Wettiner, u. a. der Burg Grimmenstein |                                       |
|      | Wolf Christoph Zorn von Plobsheim | 1665    | 1721      | Baumeister u. a. des Schlosses Friedrichsthal in Gotha  |                                       |
|      | Jeremias Balthasar Wilhelmi       | um 1675 | nach 1717 | Metallkünstler, Gold- und Silberschmied, Medailleur     |                                       |
|      | Johann Leonhard Prey              | um 1700 | 1757      | Architekt und Steinmetz                                 |                                       |
|      | Johann Friedrich Anthing          | 1753    | 1805      | Silhouetteur                                            |                                       |
|      | Albert Geutebrück                 | 1801    | 1868      | Architekt                                               |                                       |
|      | Paul Emil Jacobs                  | 1802    | 1866      | letzter Gothaer Hofmaler                                |                                       |
|      | Richard Freytag                   | 1820    | 1894      | Maler                                                   |                                       |
|      | Christian Behrens                 | 1852    | 1905      | Bildhauer                                               |                                       |
|      | Alfred Cramer                     | 1872    | 1938      | Architekt und herzoglicher Baurat                       |                                       |
|      | Hannah Höch                       | 1889    | 1978      | Collage-Künstlerin des Dadaismus                        |                                       |
|      | Hans Winkler                      | 1919    | 2000      | Maler                                                   |                                       |
|      | Paul Woenne                       | 1880    | 1952      | Kunstgewerbelehrer                                      |                                       |
|      | Bruno Voigt                       | 1912    | 1988      | Maler, Grafiker, Museumsdirektor                        |                                       |
|      | Ludwig Bonitz                     | 1936    | 2007      | Maler, Grafiker, Hochschullehrer                        |                                       |

### Film
| Bild | Name            | *    | † | Beruf/Tätigkeit                                                   | Bemerkungen |
| ---- | --------------- | ---- | - | ----------------------------------------------------------------- | ----------- |
|      | Andreas Kieling | 1959 |   | Dokumentarfilmer, Filmproduzent (Tierfilme), Abenteurer und Autor |             |

### Kirche und Pädagogik
| Bild | Name                                | *    | †         | Beruf/Tätigkeit                                                                | Bemerkungen                           |
| ---- | ----------------------------------- | ---- | --------- | ------------------------------------------------------------------------------ | ------------------------------------- |
|      | Cyriacus Lindemann                  | 1516 | 1568      | Pädagoge                                                                       |                                       |
|      | Georg Heß                           | 1613 | 1694      | Rektor des Gymnasiums Illustre und Philologe                                   |                                       |
|      | Johann Andreas Danz                 | 1654 | 1727      | lutherischer Theologe und Orientalist                                          |                                       |
|      | Martin Christian Goeldelius         | 1665 | nach 1719 | lutherischer Theologe, Pädagoge und Autor                                      |                                       |
|      | Johann Elias Reichardt              | 1668 | 1731      | Lehrer und Inspektor                                                           |                                       |
|      | Albrecht Meno Verpoorten            | 1672 | 1752      | Pädagoge und lutherischer Theologe                                             |                                       |
|      | Johann Michael Heusinger            | 1690 | 1751      | Theologe, Pädagoge und Heimatforscher                                          |                                       |
|      | Johann Ernst Wenigk                 | 1702 | 1745      | Geistlicher, Theologe und Kirchenlieddichter                                   |                                       |
|      | Johann Friedrich Salomon Kaltwasser | 1752 | 1813      | Altphilologe, Professor am Gymnasium illustre                                  |                                       |
|      | Sebastian Heinrich Möller           | 1752 | 1827      | lutherischer Theologe und Geistlicher                                          | unterhielt eine Privatschule in Gotha |
|      | Heinrich August Wilhelm Meyer       | 1800 | 1873      | Theologe und Geistlicher                                                       |                                       |
|      | Julius Hamberger                    | 1801 | 1885      | lutherischer Theologe, Pädagoge und Schriftsteller                             |                                       |
|      | Christian Gotthold Neudecker        | 1807 | 1866      | Kirchenhistoriker, Privatgelehrter und Pädagoge                                |                                       |
|      | Adolf Moritz Schulze                | 1808 | 1881      | Pfarrer, Autor und Lehrer                                                      |                                       |
|      | August Trostbach                    | 1811 | 1877      | Pfarrer, Schriftsteller und Politiker                                          |                                       |
|      | Hermann Gebhardt                    | 1824 | 1899      | Theologe                                                                       |                                       |
|      | Ernst Schulze                       | 1842 | 1911      | Historiker, Klassischer Philologe und Gymnasialdirektor                        |                                       |
|      | Walter Ernst                        | 1857 | 1928      | Jurist und Konsistorialpräsident der Evangelischen Kirche in Hessen und Nassau |                                       |
|      | Léon Wespy                          | 1858 | 1933      | Stadtschulrat, Autor und Herausgeber                                           |                                       |
|      | Carl Rohrbach                       | 1861 | 1932      | Pädagoge und Amateurastronom                                                   |                                       |
|      | Wolfgang Ipolt                      | 1954 |           | römisch-katholischer Bischof von Görlitz                                       |                                       |

### Militär
- Karl Friedrich von Voß (1733–1810), preußischer Generalleutnant und Chef des Jägerregiments zu Fuß
- Heinrich Ernst von Hoff (1782–1851), Hauptmann in den Koalitionskriegen und im Tiroler Volksaufstand
- Gustav von Henning auf Schönhoff (1830–1905), preußischer Generalleutnant
- Curt von Wangenheim (1862–1937), Befehlshaber im Ersten Weltkrieg und Ritter des Ordens Pour le Mérite, zuletzt Oberst
- Ernst Meusel (1881–1933), Marineoffizier der Kaiserlichen deutschen Marine und der Reichsmarine, zuletzt Konteradmiral
- Hermann von Hanneken (1890–1981), General der Infanterie und Wehrmachtbefehlshaber in Dänemark
- Johannes Hermann Müller (1895–1961), Polizeibeamter und Täter des Holocaust
- Werner Stichling (1895–1982), Marineoffizier, zuletzt Konteradmiral der Kriegsmarine, Seekommandant der Normandie im Zweiten Weltkrieg
- Karl Hans Walther (1895–1965), Generalarzt der Wehrmacht, Generalmajor der NVA
- Ernst-Ludwig Thienemann (1896–1964), Flottillenadmiral der Bundesmarine
- Heinrich Liebe (1908–1997), Marineoffizier und U-Bootkommandant im Zweiten Weltkrieg
- Hans Hahn (1914–1982), Moderner Fünfkämpfer, Luftwaffenoffizier und Jagdflieger im Zweiten Weltkrieg
- Peter Krüger (1935–2013), Brigadegeneral der Luftwaffe der Bundeswehr
- Jürgen Möller (* 1959), Militärhistoriker, Autor, Forschungen zum Kriegsende 1945 in Mitteldeutschland

### Musik und Darstellende Künste

Friederike Unzelmann

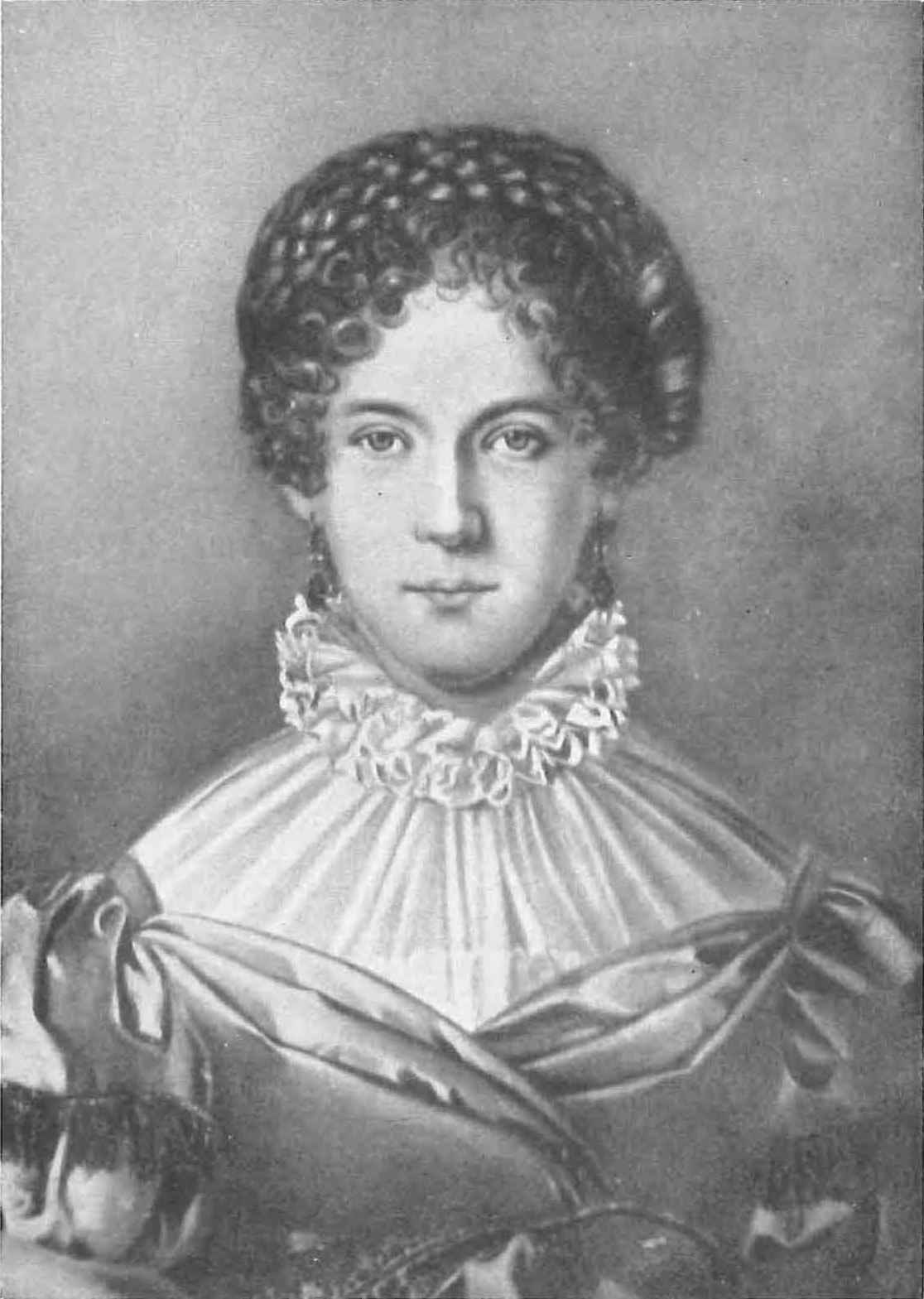
Dorette Spohr, gemalt von Caroline von der Malsburg

- Johann Lindemann (um 1550–1630), Kirchenlieddichter und -komponist
- Emanuel Kegel (1655–1724), Komponist
- Ludwig Andreas Gotter (1661–1735), Kirchenlieddichter und Jurist
- Johann Ludwig Backhaus (1715–1771), Organist
- Johann Frischmuth (1741–1790), 1775 ff. Schauspieler und Komponist
- Johann „Hans“ Beck (1754 – unbekannt), Schauspieler, Bruder von Heinrich Beck
- Heinrich Beck (1760–1803), Schauspieler und Dramatiker, Bruder von Hans Beck
- Friederike Bethmann-Unzelmann (1760–1815), Schauspielerin und Sängerin
- Dorette Spohr (1787–1834), Pianistin und Harfenistin
- Friederike Bognár (1840–1914), Schauspielerin
- Friedebald Gräfe (1840–1880), Musiker und Komponist
- Alfred Thienemann (1858–1923), Dirigent und Komponist
- Artur Eccarius-Sieber (1864–1919), Musikpädagoge
- Max Wagner (1865–1944), Komponist
- Joachim Hackethal (1924–2003), Schauspieler und Kabarettist
- Brigitte Renner (1925–2022), Theaterschauspielerin und Fernsehschauspielerin
- Günther Leib (1927–2024), Opernsänger
- Manfred Lindner (* 1937), Jazzmusiker
- Peter Bause (* 1941), Schauspieler und Dozent an der Hochschule für Schauspielkunst „Ernst Busch“ Berlin
- Rolf Junghanns (1945–1993), Pianist und Musikwissenschaftler
- Peter Zintner (1951–2018), Schauspieler
- Martin Stephan (* 1952), Organist, Kantor und Kirchenmusiker
- Martin Krümmling (* 1984), Jazzmusiker

### Politik

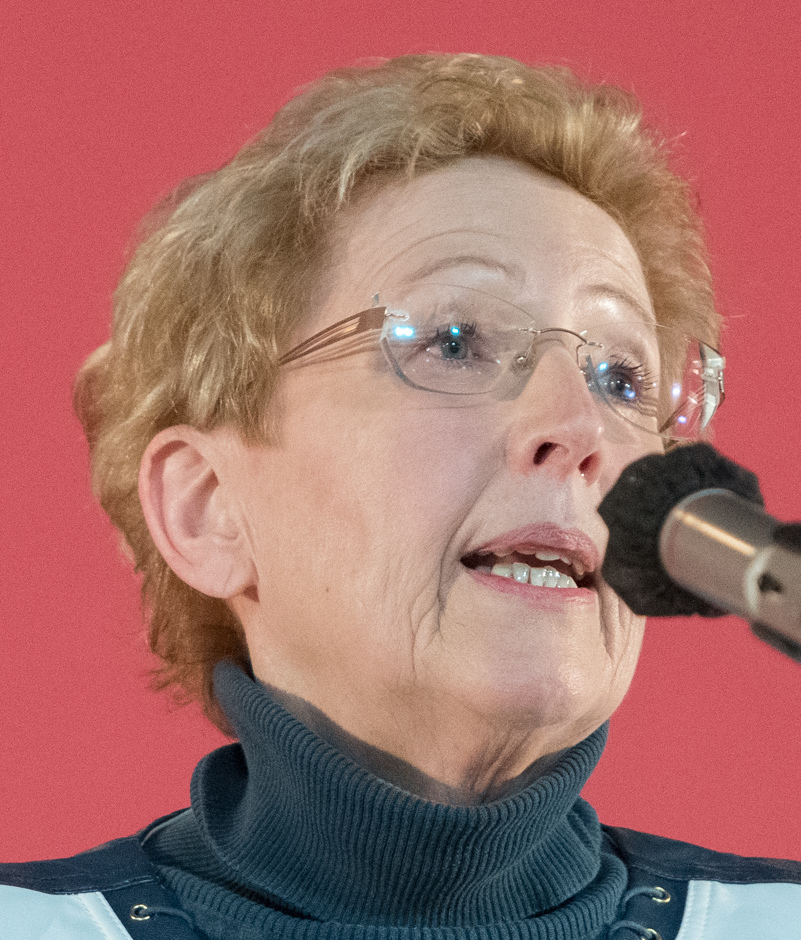
Elke-Annette Schmidt (2021)

- Johann Friedrich Bachoff von Echt (1643–1726), Kanzler, Regierungsdirektor und Reichshofrat
- Gustav Adolf Reichsgraf von Gotter (1692–1762), Diplomat
- Karl August von Wangenheim (1773–1850), Jurist und Politiker, kurzzeitig Kultusminister des Königreichs Württemberg
- Friedrich Gottlieb Becker (1792–1865), Verleger und Politiker, Präsident des Landtages von Gotha
- Ernst von Wangenheim (1797–1860), Regierungspräsident des Herzogtums Sachsen-Coburg und Gotha
- Karl August Heß (1800–1871), Erster Bürgermeister Gothas
- Gustav Zimmermann (1808–1874), Politiker und Publizist
- Wilhelm Adolph von Trützschler (1818–1849), Politiker
- Carl Kaemmerer (1820–1874), Kaufmann und Reichstagsabgeordneter
- Oskar Kieselhausen (1821–1876), Demokrat
- Hans von Thümmel (1824–1895), Jurist und Politiker im Königreich Sachsen
- Adolf Stölzel (1831–1919), geheimer Justizrat, Herrenhausmitglied
- Julius Hopf (1839–1886), Reichstagsabgeordneter
- Hans Barthold von Bassewitz (1867–1949), Staatsminister
- Agnes Schmidt (1875–unbekannt), Politikerin
- Paul Lohse (1875–1949), deutscher Tischlermeister und Politiker (DSP, DNVP)
- Otto Weidner (1875–1953), Jurist und Landrat in Ohrdruf
- Kurt Sonntag (1877–1938), Jurist, Reichsgerichtsrat
- Gustav Adolf von Wulffen (1878–1945), Generalmajor und SS-Brigadeführer
- Franz Rabich (1879–1949), Verwaltungsjurist, Bezirksoberamtmann und Oberkirchenrat
- Ernst Meusel (1881–1933), Marineoffizier, zuletzt Konteradmiral
- Otto Krauss (1884–1971), Parteifunktionär der Blockpartei LDPD, Abgeordneter zur Volkskammer
- Adolf Franz Samwer (1895–1958), Politiker (GB/BHE, später CDU)
- Walter Ortlepp (1900–1971), SS-Brigadeführer, Weimarer Polizeipräsident, Thüringer Innenminister, Reichstagsabgeordneter
- Georg Appell (1901–1970), Politiker (DDP/SPD/SED) und Jurist
- Otto Grimm (1901–1969), Jurist und Kommunalpolitiker
- Paul Sterzing (1901–unbekannt), Politiker (NSDAP)
- Hugo Franke (1903–nach 1958), Betriebsingenieur und Volkskammerabgeordneter der DDR
- Maria Krüger (1907–1987), Politikerin (KPD)
- Walter Wolf (1907–1977), Pädagoge, Hochschullehrer und Politiker (KPD, SED)
- Johannes Schmidt (1908–1976), SD- und SS-Offizier, Oberverwaltungsdirektor in Hessen
- Gerhard Reichhardt (1925–1969), Politiker (SPD), Mitglied des Bundestages
- Rosemarie Seibert, geborene König (1931–2012), Politikerin (FDJ, SED) und Oberbürgermeisterin von Erfurt
- Detlev Karsten Rohwedder (1932–1991), Manager und Politiker (SPD), von der RAF ermordet
- Volker Heinsberg (1943–2016), Diplomat und Botschafter der Bundesrepublik Deutschland
- Marie-Luise Kuhn (1945–1999), Politikerin (SPD), Abgeordnete zum Landtag des Saarlands
- Elke-Annette Schmidt (* 1957), Politiker (Die Linke), seit Oktober 2021 Zweite Vizepräsidentin des Landtags Mecklenburg-Vorpommern
- Michael Brychcy (* 1960), Kommunalpolitiker (CDU)
- Daniel Rausch (* 1963), Politiker (AfD), von April bis Juni 2016 Vizepräsident des Landtags von Sachsen-Anhalt
- Stephan Steinbrück (* 1975), Politiker (AfD), Mitglied des Thüringer Landtags
- Marcel Kramer (* 1977), Politiker (AfD), Mitglied des Thüringer Landtags

### Sport

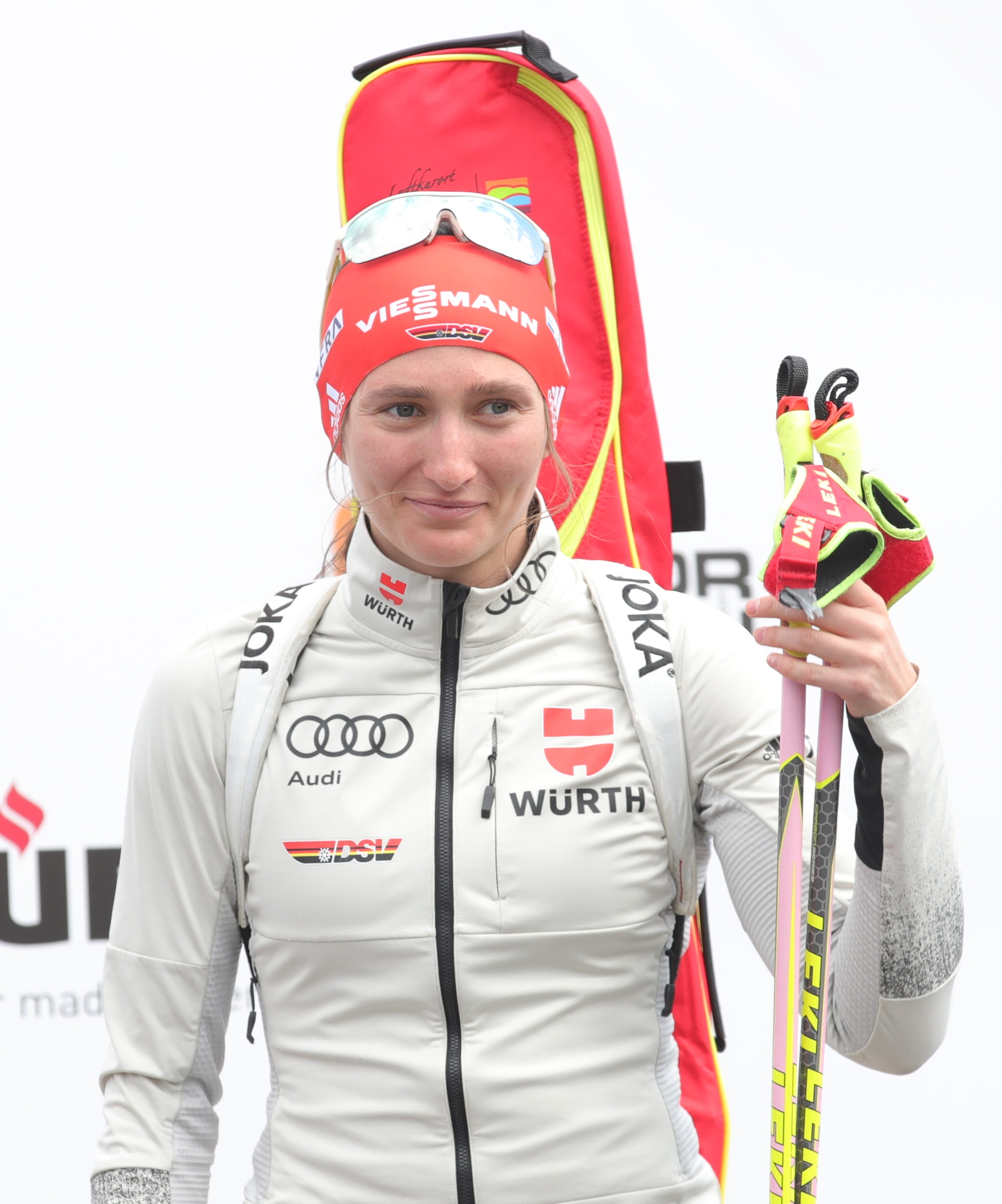
Juliane Frühwirt (2022)

- Gotthilf Albert Sterzing (1822–1889), Begründer des Deutschen Schützenbundes
- Walter Hollstein (1899–1977), Fußballtrainer
- Siegfried Woitzat (1933–2008), Fußballspieler
- Stefan Schreyer (* 1946), Leichtathlet
- Melitta Sollmann (* 1958), Rennrodlerin und Olympiasiegerin
- Holger Wick (* 1962), Biathlet
- Heike Hülß (1963–2021), Tischtennisspielerin, DDR Tischtennis-Nationalspielerin
- Yves Mankel (* 1970), Rennrodler
- Sebastian Helbig (* 1977), Fußballspieler
- Sandra Rübesam (* 1988), Radfahrerin
- Juliane Frühwirt (* 1998), Biathletin

### Wirtschaft
- Wilhelm von Rotberg (1718–1795), Gründer der ersten Porzellanmanufaktur Thüringens in Gotha (1757)
- Ernst-Wilhelm Arnoldi (1778–1841), Kaufmann, „Vater des deutschen Versicherungswesens“
- Friedrich Georg Leonhard Schrödter (1786–1862), Forstmann
- Rudolf André (1792–1825), Landwirt, systematisierte die Schafzucht
- Joseph Meyer (1796–1856), Gründer des Bibliographischen Instituts, Herausgeber von Meyers Konversationslexikon
- Christiane Therese Gayer (1819–1896), Gönnerin der Stadt Gotha, Therese–Gayer–Pflegeheim
- Theodor Krause (1819–1906), Kommerzienrat, Gründer der Zinnspielwarenfabrik Theodor Krause
- Herrmann Julius Meyer (1826–1909), Verleger in Leipzig (Bibliographisches Institut), Sohn von Joseph Meyer
- Carl Bechstein (1826–1900), Klavierbauer
- Fritz Bothmann (1858–1928), Unternehmer, Begründer der Gothaer Waggonfabrik AG
- Karl August Friedrich Samwer (1861–1946), Generaldirektor der Gothaer Versicherungen und Ehrenbürger Gothas
- Hugo Woenne (1863–1930), Fleischermeister und Staatsrat
- Adolf Rohrbach (1889–1939), Flugzeugkonstrukteur und Unternehmer
- Rudolf Böhm (1895–1966), Orgelbauer
- Friedrich Dorn (1906–1970), Manager in der Papier- und Zellstoffindustrie
- Gerhard Böhm (1926–2015), Orgelbauer und Dozent
- Horst Franke (1930–2019), Volkswirt und Bürgerrechtler
- Edgar Jannott (* 1934), Jurist, Ehrenbürger Gothas

### Wissenschaft
- Johannes Stigel (1515–1562), Philologe und Dichter
- Wolfgang Hirschbach (1570–1620), Rechtswissenschaftler
- Caspar Hofmann (1572–1648), Professor der Medizin an der Nürnberger Universität Altdorf
- Thomas Reinesius (1587–1667), Mediziner und Philologe
- Johann Siebold (1636–1706), Mediziner und sächsisch-anhaltinischer Leibarzt
- Johann Caspar Heimburg (1702–1773), Rechtswissenschaftler
- Johann Justin Schierschmid (1707–1778), Rechtswissenschaftler und Philosoph
- Gottlieb Heinrich Kannegießer (1712–1792), Mediziner und Hochschullehrer
- Johann August von Hellfeld (1717–1782), Rechtswissenschaftler
- Heinrich Gottfried Scheidemantel (1739–1788), Rechtswissenschaftler und Hochschullehrer
- Johann Heinrich Voigt (1751–1823), Mathematiker, Astronom und Physiker
- Johann Friedrich Blumenbach (1752–1840), Zoologe und Anthropologe
- Friedrich Christian Schmidt (1755–1830), Kameralist und Naturforscher
- Karl Ernst Adolf von Hoff (1771–1837), Geologe, Naturforscher, Forschungsreisender
- Adolf Stieler (1775–1836), Kartograph
- Friedrich Ast (1778–1841), klassischer Philologe, Philosoph, Philosophiehistoriker und Hochschullehrer
- Johann Georg Dittrich (1783–1842), Hofküchenmeister und Pomologe
- August Kellner (1794–1883), Entomologe
- Karl Hermann Scheidler (1795–1866), Philosoph und Staatswissenschaftler, Mitbegründer der Urburschenschaft
- Karl Ernst Georges (1806–1895), Altphilologe und Lexikograph
- Emil Braun (1809–1856), Klassischer Archäologe
- August Beck (1812–1874), Historiker und Pädagoge
- Eduard von Regel (1815–1892), Gärtner und Botaniker
- Hermann Credner (1841–1913), Geowissenschaftler
- Rudolf Credner (1850–1908), Geograph und Geologe
- Joseph Kürschner (1853–1902), Lexikograph und Schriftsteller
- Karl Tuempel (1855–1940), Gymnasiallehrer, klassischer Philologe und Historiker
- Emil Jacobs (1868–1940), Direktor der Universitätsbibliothek Freiburg im Breisgau und der Staatsbibliothek Berlin
- Erich Sonntag (1881–1952), Chirurg und Hochschullehrer
- August Thienemann (1882–1960), Biologe und Limnologe
- Hermann Lautensach (1886–1971), Geograph, Hochschullehrer
- Wilhelm Goetsch (1887–1960), Zoologe
- Walter Schmidt-Ewald (1891–1973), Archivar und Bibliothekar
- Hilde Mangold (1898–1924), Zoologin
- Reinhold Rabich (1902–1974), Bauingenieur
- Herbert Weymar (1911–1979), Ingenieurkartograph und Amateurbotaniker
- Martin Schmeißer (1912–1981), Chemiker und Rektor der RWTH Aachen und der Universität Dortmund
- Peter Haasen (1927–1993), Metallphysiker und Hochschullehrer an der Universität Göttingen
- Hanno Müller-Kirchenbauer (1934–2004), Bauingenieur für Geotechnik und Hochschullehrer
- Dietrich Grille (1935–2011), Politikwissenschaftler und Historiker
- Gerrit Winter (1935–2022), Versicherungsrechtler, Beirat der Kulturstiftung Gotha
- Joachim Dingel (* 1938), Altphilologe
- Bernt Krebs (* 1938), Chemiker und Hochschullehrer an der Universität Münster
- Herbert Hömig (1941–2020), Historiker und Hochschullehrer
- Norbert Huse (1941–2013), Kunsthistoriker und Hochschullehrer an der Technischen Universität München
- Rainer Marr (* 1942), Wirtschaftswissenschaftler
- Tilo Schabert (* 1942), Universitätsprofessor für Politische Wissenschaften
- Franz Quarthal (1943–2024), Historiker
- Dieter Rössner (1945–2025), Rechtswissenschaftler, Kriminologe und Hochschullehrer
- Rudolf Geyer (* 1947), Chemiker, Biochemiker und Hochschullehrer
- Wolfgang Bialas (* 1954), Philosoph und Historiker
- Michael Niedermeier (* 1954), Literatur- und Kunsthistoriker
- Hans-Joachim Herrmann (* 1958), Biologe, Zoologe, Autor und Journalist
- Thomas Schack (* 1962), Psychologe und Sportwissenschaftler
- Dominique Görlitz (* 1966), Amateur-Experimentalarchäologe und Autor
- Dirk Oschmann (* 1967), Germanist und Literaturwissenschaftler an den Universitäten Jena und Leipzig
- Matthias Lehmann (* 1972), Rechtswissenschaftler und Hochschullehrer, derzeit an der rechtswissenschaftlichen Fakultät der Universität Wien

### Zeitweilige Berühmtheiten
- Marie Magdalene Charlotte Baronin von Stoltzenberg (1763–1838), Schauspielerin, Mätresse, Schlossherrin und Ahnherrin der Familien von Stoltzenberg und Lauer von Münchhofen

## Persönlichkeiten, die in Gotha wirkten
Die folgende Übersicht enthält Persönlichkeiten, die in Gotha gelebt und gewirkt haben, jedoch nicht in der Stadt geboren wurden.

### Aristokratie

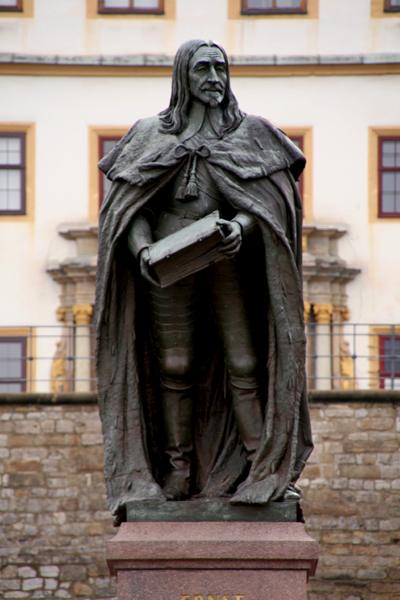
Ernst der Fromme, Denkmal vor Schloss Friedenstein

- Elisabeth, Gräfin von Lobdeburg-Arnshaugk (* 1286; † 22. August 1359 in Gotha)
- Wilhelm von Grumbach (1503–1567), Ritter und Abenteurer
- Johann Friedrich II., der Mittlere (1529–1595), Herzog zu Sachsen
- Ernst I., der Fromme, von Sachsen-Gotha(-Altenburg) (1601–1675), erster Herzog von Sachsen-Gotha-Altenburg
- Luise Dorothea von Sachsen-Meiningen (1710–1767), Herzogin von Sachsen-Gotha-Altenburg
- Karoline Amalie von Hessen-Kassel (1771–1848), Herzogin von Sachsen-Gotha-Altenburg
- Ernst I. von Sachsen-Coburg und Gotha (1784–1844)
- Ernst II. von Sachsen-Coburg und Gotha (1818–1893)
- Alfred von Sachsen-Coburg und Gotha (1844–1900)
- Auguste Viktoria von Schleswig-Holstein-Sonderburg-Augustenburg (1858–1921), letzte deutsche Kaiserin, verbrachte einen Teil ihrer Jugendjahre in Gotha
- Ernst II., Fürst zu Hohenlohe-Langenburg (1863–1950), Regent von Sachsen-Coburg und Gotha
- Carl Eduard von Sachsen-Coburg und Gotha (1884–1954), letzter Gothaer Herzog

### Bildende Künste

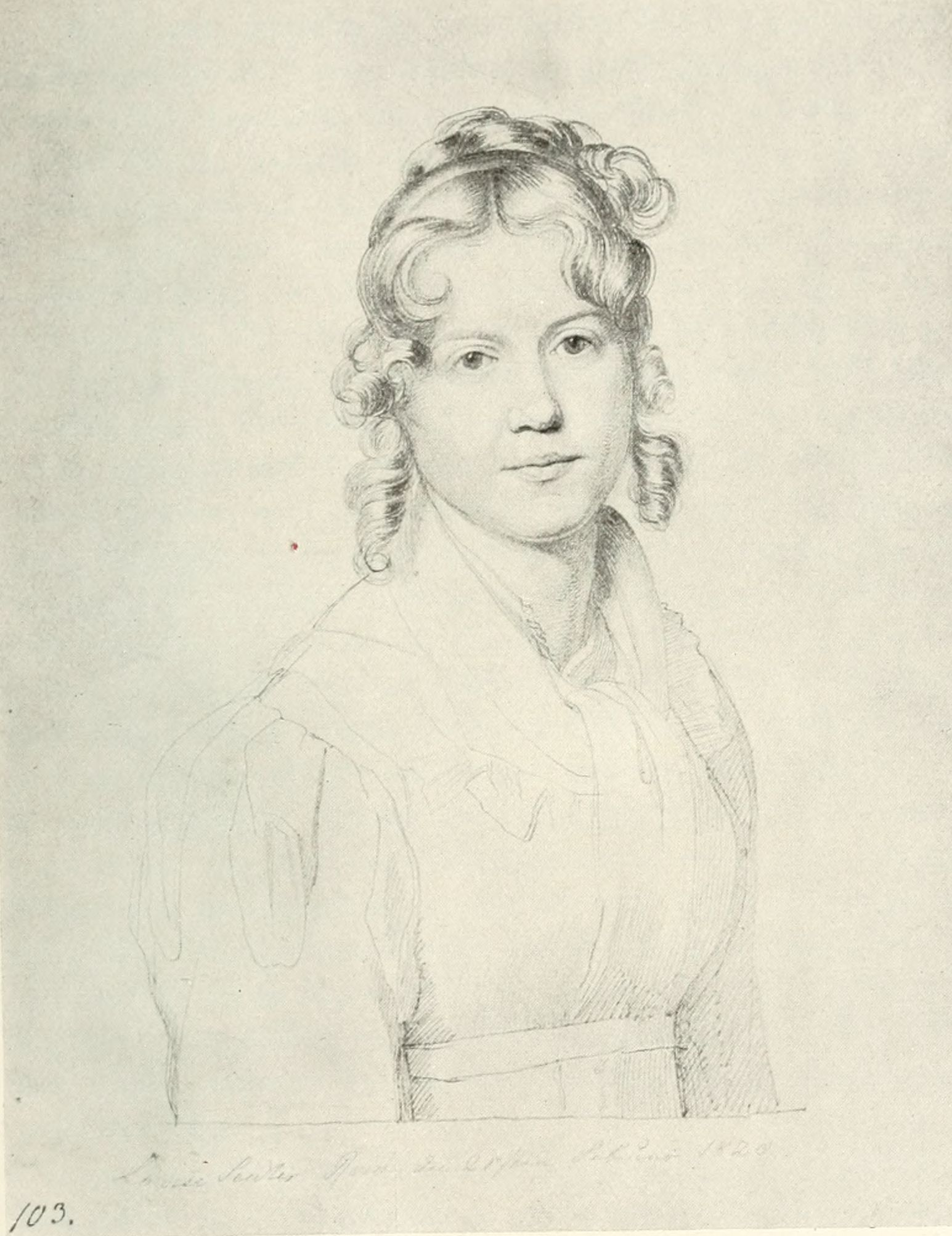
Louise Seidler in Rom 1820

- Lucas Cranach d. Ä. (1472–1553), Maler
- Casper Vogell (um 1600–1663), Architekt u. a. des Schlosses Friedenstein
- Andreas Rudolph (1601–1679), Baumeister u. a. des Schlosses Friedenstein
- Johann Erhard Straßburger (1675–1754), Gothaischer Oberlandbaumeister
- Friedrich Joachim Stengel (1694–1787), Baumeister
- Gottfried Heinrich Krohne (1703–1756), Baumeister u. a. der Orangerie
- Johann David Weidner (1721–1784), Gothaischer Landbaumeister
- Carl Christoph Besser (1724–1800), Baumeister u. a. der Seeberg-Sternwarte und des Teeschlösschens
- Caroline Louise Seidler (1786–1866), Malerin
- Heinrich Justus Schneider (1811–1884), Maler
- Raden Saleh (1811–1880), romantischer Maler („Vater der javanischen Malerei“)
- Ludwig Bohnstedt (1822–1885), Architekt, Gothaer Stadtbaumeister
- Paul Ihle († nach 1900), Lithograph, Kalligraph
- Julius Krusewitz (1850–1923), Architekt
- Wilhelm Goette (1873–1927), Architekt, Gothaer Stadtbaurat
- Fritz Koch-Gotha (1877–1956), Zeichner, Karikaturist, Illustrator und Schriftsteller
- Franz Vetter (1886–1967), Maler
- Otto Kayser (1915–1998), Maler und Grafiker
- Rüdiger Wilfroth (1942–2015), Bildhauer

### Kirche und Pädagogik
- Mutianus Rufus (1470–1526), Theologe und Humanist
- Friedrich Myconius (1490–1546), evangelischer Theologe und Kirchenreformator
- Johannes Dinckel (1545–1601), evangelischer Theologe
- Salomo Glassius (1593–1656), evangelischer Theologe
- Andreas Reyher (1601–1673), Pädagoge
- Adam Tribbechov (1641–1687), evangelischer Theologe, Historiker und Ethnologe
- August Hermann Francke (1663–1727), evangelischer Theologe und Pädagoge
- Johann Heinrich Feustking (1672–1713), Professor der Theologie und Prorektor der Universität Leucorea  in Wittenberg, Oberhofprediger, Oberkonsistorialrat und Kirchenrat auf Schloss Friedenstein, Verfasser zahlreicher theologischer Schriften
- Ernst Salomon Cyprian (1673–1745), Theologe, Bibliothekar, Reformationshistoriker
- Johann Heinrich Stuß (1686–1775), Pädagoge, Rektor am Gymnasium illustre
- Johann Adam Löw (1710–1775), Generalsuperintendent
- Just Christian Stuß (1725–1788), Altphilologe, Schriftsteller und Geistlicher, Schüler am Gymnasium illustre, Pagenhofmeister und Garnisonsprediger in Gotha
- Johann Heinrich Gelbke (1746–1822), Vizepräsident des Gothaer Oberkonsistoriums
- Wilhelm Friedrich Schäffer (1750–1831), Oberhofprediger und Konsistorialrat in Gotha
- Friedrich Andreas Stroth (1750–1785), Altphilologe und Theologe, Kirchenrat in Gotha und Rektor des Gymnasiums Illustre
- Friedrich Wilhelm Döring (1756–1837), Altphilologe, Oberkonsistorialrat in Gotha und Rektor des Gymnasiums Illustre
- Friedrich Christian Kries (1768–1849), Mathematiker, Physiker und Pädagoge
- Christian Ferdinand Schulze (1774–1850), Altphilologe und Historiker, Hofrat und Lehrer am Gymnasium, Redakteur des Gothaischen Kalenders und der gothaischen National-Zeitung
- Karl Gottlieb Bretschneider (1776–1848), evangelischer Theologe
- Eduard Adolf Jacobi (1796–1865), Oberhofprediger, Lehrer und Ministerialrat in Gotha
- Heinrich August Wilhelm Meyer (1800–1873), lutherischer Geistlicher und Theologe
- Friedrich Ernst Feller (1802–1859), Direktor der öffentlichen Handelsschule in Gotha (1848–1859)
- August Köhler (1821–1879), Kindergartenpädagoge (Kindergarten), Nachfolger von Friedrich Wilhelm August Fröbel
- Otto Dreyer (1837–1900), Theologe und Gothaer Superintendent, Ehrenbürger der Stadt
- Eckardt Hoffmann (* 1934), Theologe und Gothaer Superintendent, Ehrenbürger der Stadt

### Literatur

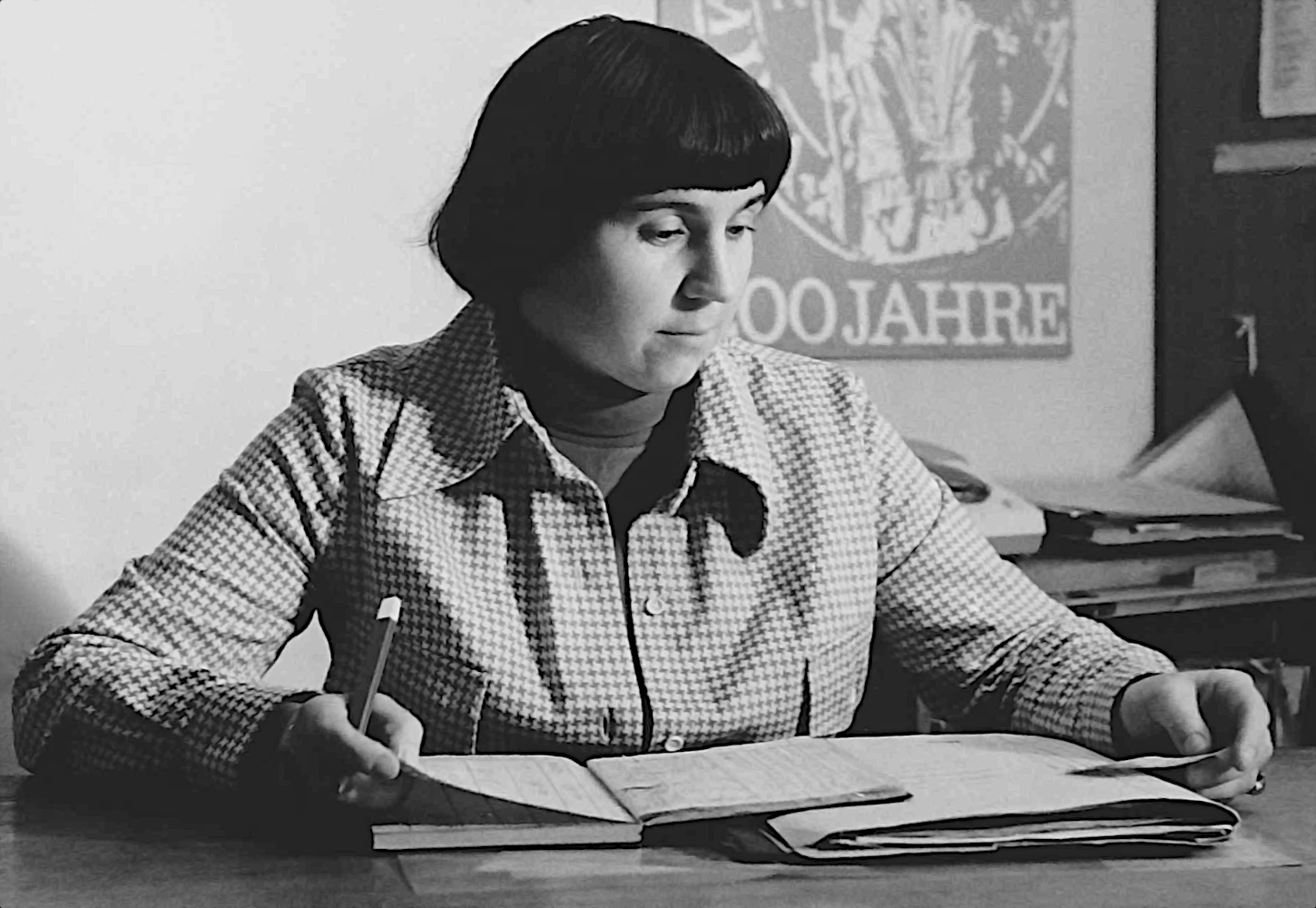
Charlotte Bechstein, 1978

### Militär
- Josef Ritter von Gadolla (1897–1945), letzter Kampfkommandant der Stadt, postumer Gothaer Ehrenbürger

### Musik und Darstellende Künste
- Joachim Bartholomäus Meyer (1624–1701), Bibliothekar und Kirchenlieddichter
- Johann Pachelbel (1653–1706), Komponist, Stadtorganist (1692–1695)
- Johann Ludwig Bach (1677–1731), Komponist
- Gottfried Heinrich Stölzel (1690–1749), Komponist
- Hans Adam von Studnitz (1711–1788), Oberhofmarschall und Intendant des Gothaer Hoftheaters
- Conrad Ekhof (1720–1778), Schauspieler, „Vater der deutschen Schauspielkunst“
- Georg Anton Benda (1722–1795), Komponist, gothaischer Hofkapellmeister und Kapelldirektor
- Ernst Christoph Dressler (1734–1779), Tenor, Komponist, Kapellmeister, Geiger, Musikdokumentar, Textdichter
- Friedrich Wilhelm Eugen Döll (1750–1816), Bildhauer
- August Wilhelm Iffland (1759–1814), Schauspieler, Intendant und Dramatiker
- Regina Strinasacchi (1761–1839), Violinistin, wahrscheinlich eine der ersten Dirigentinnen der Welt
- Andreas Romberg (1767–1821), Violinist und Komponist, gothaischer Hofkapellmeister
- Heinrich Backofen (1768–1830), Klarinettist und Komponist
- Louis Spohr (1784–1859), Violinist und Komponist, gothaischer Konzertmeister
- Eduard von Winterstein (1871–1961), Film- und Theaterschauspieler, verbrachte seine Kindheit in Gotha
- Konrad Bräutigam (* 1924), Kirchenmusiker und Komponist, Leiter des Bachchors und des Posaunenchors Gotha
- Klaus Hähnel (* 1941), Musikpädagoge und Gründer des Gothaer Kinderchores
- Sylvia Leifheit (* 1975), Schauspielerin, Sängerin und Modelagenturbesitzerin

### Politik
- Georg Dasch (* um 1510–1578), Gothaer Bürgermeister
- Christian Brück (* um 1516–1567), kurfürstlich-sächsischer Kanzler
- Johannes Francke (1625–1670), Justiz- und Hofrat
- Siegmund Ehrenfried von Oppel (1687–1757), Kammerpräsident, Obersteuerdirektor und Präsident des Geheimen Rats von Sachsen-Gotha-Altenburg
- Bernhard August von Lindenau (1779–1854), Jurist, Staatsminister, Astronom, Ehrenbürger Gothas
- Franz Adolf von Trützschler (1792–1873), Regierungsrat, Ehrenbürger Gothas
- Eduard Pelz (1800–1876), Buchhändler, Verleger, 1848 Mitglied des Frankfurter Vorparlaments
- Camillo Richard Freiherr von Seebach (1808–1894), Jurist, Gothaischer Staatsminister und Ehrenbürger der Stadt
- Carl Heinrich Hünersdorf (1817–1897), Oberbürgermeister und Ehrenbürger Gothas
- Heinrich Heß (1844–1927), Beamter, Heimatforscher und Politiker
- Wilhelm Bock (1846–1931), sozialdemokratischer Gewerkschafter und Politiker, Reichstagsabgeordneter
- Otto Geithner (1876–1948), Politiker, 1918 bis 1920 Regierungschef des Freistaates Sachsen-Gotha
- Otto Liebetrau (1855–1928), Oberbürgermeister und Ehrenbürger Gothas
- Fritz Schmidt, ab 1925 Bürgermeister und von 1930 bis 1945 Oberbürgermeister (NSDAP)
- Wilhelm Busch (1892–1968), MdR, von 1932 bis 1945 NSDAP-Kreisleiter in Gotha
- Josef Duchač (CDU) (* 1938), erster Ministerpräsident Thüringens nach der Wiedervereinigung (1990–1992)
- Werner Kukulenz (CDU) (* 1948), Bürgermeister und Oberbürgermeister Gothas
- Konrad Gießmann (CDU) (* 1951), Landrat des Landkreises Gotha
- Knut Kreuch (SPD) (* 1966), Gothaer Oberbürgermeister
- Matthias Hey (SPD) (* 1970), Landtagsabgeordneter

### Wirtschaft
- Johann Christian Dieterich (1722–1800), Buchhändler und Verleger
- Carl Wilhelm Ettinger (1741–1804), Buchhändler und Verleger
- Justus Perthes (1749–1816), Verleger
- Friedrich Christoph Perthes (1772–1843), Buchhändler und Verleger
- Arwed Emminghaus (1831–1916), Jurist, Generaldirektor der Gothaer Lebensversicherungsbank und Ehrenbürger der Stadt
- Johannes Doebel (1835–1908), Direktor der Gothaer Feuerversicherungsbank und Ehrenbürger Gothas
- Christian Gottfried Moßler (1844–1927), Fabrikant, Lokalpolitiker und Ehrenbürger Gothas
- Dirk Kollmar (1963–2014), Manager und Sportfunktionär

### Wissenschaft
- Christian Schlegel (1667–1722), Numismatiker, Bibliothekar, Schriftsteller und Mitglied der Königlich-Preußischen Akademie der Wissenschaften
- Julius Karl Schläger (1706–1786), Numismatiker, Bibliothekar und Hochschullehrer
- Johann Gottfried Geißler (1726–1800), Bibliothekar
- Johann Friedrich Karl Grimm (1737–1821), Arzt und Botaniker
- Adam Weishaupt (1748–1830), Rechtswissenschaftler und Philosoph, Gründer des Illuminatenordens
- Franz Xaver von Zach (1754–1832), Astronom, erster Leiter der Sternwarte Gotha
- Ernst Friedrich von Schlotheim (1764–1832), Paläontologe und Geologe, Begründer der Paläobotanik
- Friedrich von Schlichtegroll (1765–1822), Philologe und Numismatiker
- Friedrich August Ukert (1780–1851), Philologe und Historiker
- Christian Ludwig Brehm (1787–1864), Pfarrer und Ornithologe („Vogelpastor“), besuchte in Gotha das Gymnasium Illustre
- Johann Franz Encke (1791–1865), Astronom
- Johann Heinrich Möller (1792–1867), deutscher Historiker, Orientalist, Archivar und Bibliothekar
- Peter Andreas Hansen (1795–1874), Astronom und Geodät
- Carl Anton Bretschneider (1808–1878), Mathematiker und Jurist
- Karl Friedrich Heinrich Credner (1809–1876), Geologe
- August Heinrich Petermann (1822–1878), Geograph und Kartograph
- Bruno Hassenstein (1839–1902), Geograf und Kartograf
- Ernst Dannenberg (1831–1904), Apotheker, Medizinalrat, Vorsitzender des Gothaer Kunstvereins, Vorstandskommissar der Feuerversicherungsbank
- Ernst Anding (1860–1945), Astronom, letzter Leiter der Sternwarte Gotha
- Adolf Schmidt (1860–1944), Geophysiker
- Paul Langhans (1867–1952), Geograph und Kartograph
- Hermann Haack (1872–1966), Kartograph, Ehrenbürger Gothas
- Ronald Bellstedt (* 1957), Naturschützer und Entomologe im Museum der Natur Gotha

## Ehrenbürger
- 1917: Paul von Hindenburg (1847–1934), Generalfeldmarschall[2]